# Marcus H. Holcomb

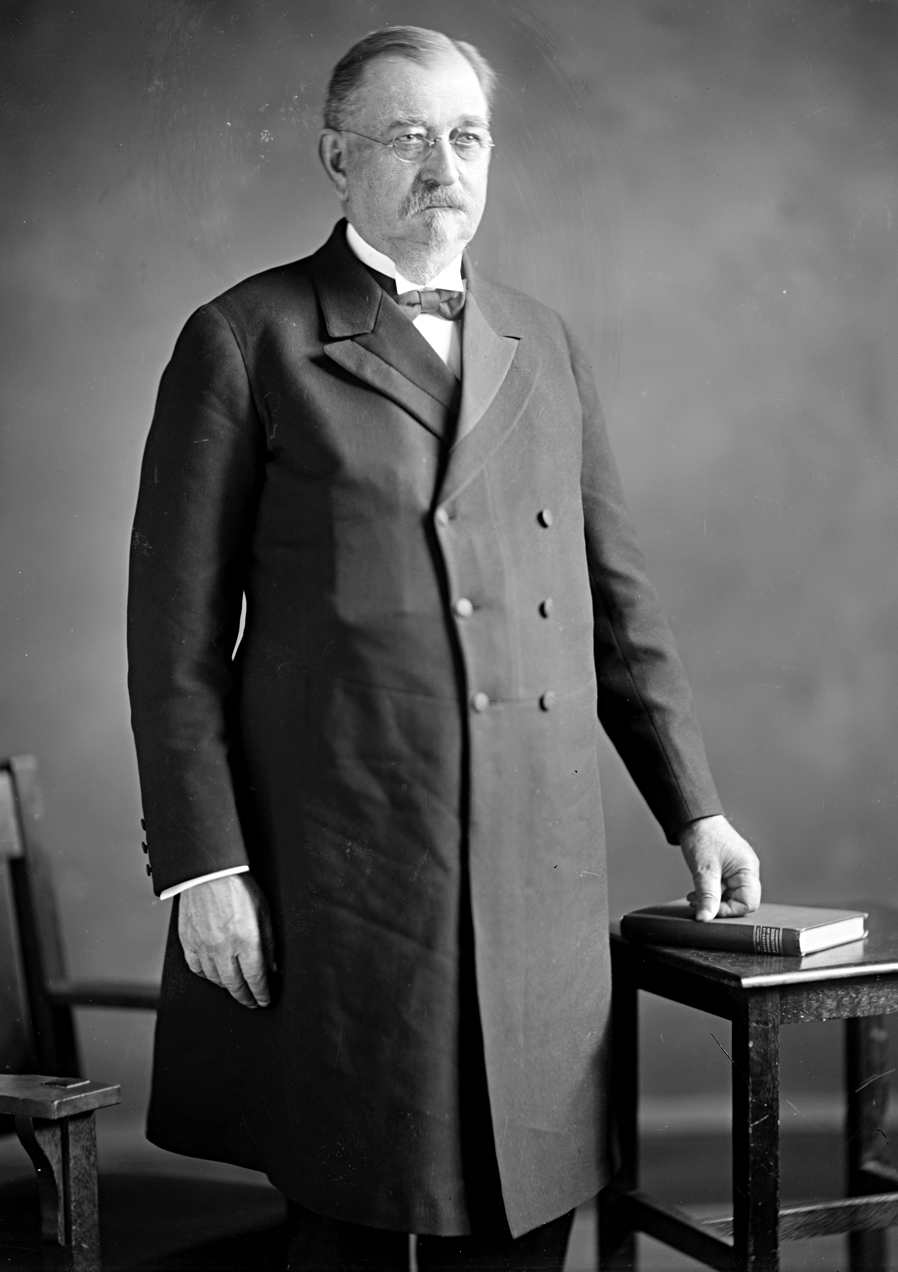
Marcus H. Holcomb

Marcus Hensey Holcomb (* 28. November 1844 in New Hartford, Litchfield County, Connecticut; † 5. März 1932 in Southington, Connecticut) war ein US-amerikanischer Politiker der Republikanischen Partei und von 1915 bis 1921 Gouverneur des Bundesstaates Connecticut.
Nach dem Schulbesuch begann Holcomb ein Jura-Studium, das er erfolgreich abschloss. 1871 wurde er in die Anwaltskammer aufgenommen. Sein erstes öffentliches Amt übernahm er 1873, als er Richter am Jugendgericht von Southington wurde. Dies blieb er in den folgenden 30 Jahren.
1893 wurde er Kämmerer des Hartford County; im selben Jahr begann auch seine politische Laufbahn mit der Wahl in den Senat von Connecticut, dem er bis 1894 angehörte. Von 1905 bis 1906 war er Speaker des Repräsentantenhauses von Connecticut; danach übernahm er das Amt des Attorney General in diesem Staat, das er bis 1910 innehatte. In diesem Jahr wechselte er als Richter an den Obersten Gerichtshof von Connecticut; 1914 trat er an seinem 70. Geburtstag aus Altersgründen ab.
Als Holcomb von den Plänen innerhalb seiner Partei erfuhr, ihn im folgenden Jahr für die Wahl zum Gouverneur aufzustellen, übergab er einem führenden Mitglied des Wahlkonvents einen Brief, in dem er die eventuelle Kandidatur verweigerte. Der Brief wurde der Convention jedoch niemals vorgelegt, woraufhin Holcomb nominiert und schließlich auch gewählt wurde. Er blieb sechs Jahre im Amt, was angesichts des Ausbruchs des Ersten Weltkrieges eine schwere Aufgabe wurde. Unter seiner Regierung wurden eine Behörde für die Lebensmittelversorgung und ein staatlicher Verteidigungsrat ins Leben gerufen; trotzdem gelang es ihm, die Schulden des Staates in dieser Zeit zu senken. Am 5. Januar 1921 endete seine Amtszeit schließlich.